# Markiz Bute

Herb markizów Bute

Rodzina Stuartów z Bute wywodzi się w prostej linii od Johna Stuarta syna Roberta II Stewarta, króla Szkocji. Sir John Stuart oraz jego kolejni potomkowie pełnili funkcje dziedzicznego szeryfa Bute oraz naczelnika klanu Stuartów z Bute.
Dodatkowymi tytułami markiza Bute (ang. Marquess of the Country of Bute) są:
- Markiz Bute (kreowany w 1796 r. w parostwie Wielkiej Brytanii dla Sir Johna Stuarta 1.Markiza Bute)
- Hrabia Dumfries (odziedziczony w 1814 r. od rodziny Crichton przez Sir Jamesa Crichton-Stuarta 2.Markiza Bute)
- Hrabia Bute (kreowany w 1703 r. w parostwie Szkocji dla Sir Johna Stuarta 1.Hrabiego Bute)
- Hrabia Windsor (kreowany w 1796 r. jako dodatkowy tytuł Markiza Bute)
- Wicehrabia Ayr (kreowany w 1622 r.jako dodatkowy tytuł Hrabiego Dumfires)
- Wicehrabia Kingarth (kreowany w 1703 r. jako dodatkowy tytuł Hrabiego Bute)
- Wicehrabia Mountjoy (kreowany w 1796 r. jako dodatkowy tytuł Hrabiego Windsor)
- Lord Crichton of Sanquhar (kreowany w 1488 r. w parostwie Szkocji od 1622 r. dodatkowy tytuł Hrabiego Dumfires)
- Lord Crichton of Cumnock (kreowany w 1633 r. w parostwie Szkocji jako dodatkowy tytuł Hrabiego Dumfires)
- Lord Mount Stuart, Cumra i Inchmarnock (kreowany w 1703 r. jako dodatkowy tytuł Hrabiego Bute)
- Baron Mount Stuart of Wortley (kreowany w 1761 r. w parostwie Wielkiej Brytanii dla Marii Wortley żony 3.Hrabiego Bute)
- Baron Cardiff (kreowany w 1776 r. dla Sir Johna Stuarta 1.Markiza Bute)
- Baronet Stuart of Armaleish (kreowany w 1627 r. dla Jamesa Stuarta 1.Baroneta)

Najstarszy syn markiza Bute nosi tytuł hrabiego Dumfries, a najstarszy syn hrabiego Dumfries nosi tytuł wicehrabiego Mountjoy. Markizowie Bute od 1814 r., kiedy odziedziczyli tytuł Hrabiego Dumfires używają podwójnego nazwiska Crichton-Stuart. Rodową siedzibą markizów Bute jest Mount Stuart w Rothesay. Markiz Bute jest wodzem klanu Stuart of Bute, gałęzi wielkiego klanu Stewartów.
Szeryfowie of Bute
- John Stuart 1.Sheriff – syn Roberta II Króla Szkocji
- James Stuart 2.Sheriff – syn Johna Stuarta
- James Stuart 3.Sheriff – bratanek Jamesa Stuarta
- James Stuart 4.Sheriff – syn Jamesa Stuarta
- Ninian Stuart 5.Sheriff – syn Jamesa Stuarta 3.Sherifa
- James Stuart 6.Sheriff – syn Niniana Stuarta
- John Stuart 7.Sheriff – syn Jamesa Stuarta
- John Stuart 8.Sheriff – syn Johna Stuarta
- James Stuart 9.Sheriff i 1.Baronet Stuart – syn Johna Stuarta

Baroneci Stuart of Bute
- 1627–1662: James Stuart, 1. Baronet
- 1662–1670: Dugald Stuart, 2. Baronet – Syn Jamesa Stuarta 1.Baroneta
- 1670–1710: James Stuart, 3. Baronet – Syn Dugalda Stuarta 2.Baroneta

Kolejnymi Baronetami Stuart są Hrabiowe Bute
Hrabiowie Bute 1. kreacji (parostwo Szkocji)
- 1703–1710: James Stuart, 1.Hrabia Bute – Syn Dugalda Stuarta 2.Baroneta
- 1710–1723: James Stuart, 2.Hrabia Bute – Syn Jamesa Stuarta 1.Hrabiego Bute
- 1723–1792: John Stuart, 3.Hrabia Bute – Syn Jamesa Stuarta 2.Hrabiego Bute
- 1792–1814: John Stuart, 4.Hrabia Bute – Syn Johna Stuarta 3.Hrabiego Bute

Kolejnymi Hrabiami Bute są Markizowie Bute
Baronowie Mount Stuart 1. kreacji (parostwo Wielkiej Brytanii)
- 1761–1794: Mary Stuart, 1.Baronowa Mount Stuart – Żona 3.Hrabiego Bute
- 1794–1814: John Stuart, 2.Baron Mount Stuart – Syn 1.Baronowej Mount Stuart

Kolejnymi Baronami Mount Stuart są Markizowie Bute
Markizowie Bute 1. kreacji (parostwo Wielkiej Brytanii)
- 1796–1814: John Stuart, 1. markiz Bute – Syn 3. Hrabiego Bute
  - John Stuart Wicehrabia Montjoy – Syn 1.Markiza Bute
- 1814–1848: John Crichton-Stuart, 2. markiz Bute – Syn Wicehrabiego Montjoy i Wnuk 1.Markiza Bute
- 1848–1900: John Patrick Crichton-Stuart, 3. markiz Bute – Syn 2.Markiza Bute
- 1900–1947: John Crichton-Stuart, 4. markiz Bute – Syn 3.Markiza Bute
- 1947–1956: John Crichton-Stuart, 5. markiz Bute – Syn 4.Markiza Bute
- 1956–1993: John Crichton-Stuart, 6. markiz Bute – Syn 5.Markiza Bute
- 1993-2021 John Colum Crichton-Stuart, 7.Markiz Bute – Syn 6.Markiza Bute

- 2021-:  John Bryson Crichton-Stuart, 8.Markiz Bute – Syn 7.Markiza Bute